# سادو دیالو
سادو دیالو (انگلیسی: Sadou Diallo؛ زادهٔ ۱۰ ژوئن ۱۹۹۹) بازیکن فوتبال است.
از باشگاه‌هایی که در آن بازی کرده‌است می‌توان به باشگاه فوتبال ولورهمپتون واندررز اشاره کرد.
وی همچنین در تیم ملی فوتبال زیر ۱۹ سال انگلستان بازی کرده‌است.